# Alberto Radicati
Alberto Radicati, graaf van Passerano, (Turijn, 11 november 1698 – Den Haag, 24 oktober 1737) was een 18e-eeuwse historicus, filosoof en vrijdenker.
In de jaren 1720 betoogde Radicati aan de hand van de natuurfilosofie dat de democratie de enige juiste staatsvorm was.
Hij was de vermeende auteur van het boek A Philosophical Dissertation upon Death, Composed for the Consolation of the Unhappy by a Friend of Truth ("Een filosofische verhandeling over de dood, samengesteld voor de  vertroosting van de ongelukkigen door een vriend van de waarheid"), in 1732 gepubliceerd in Londen. Dit werk veroorzaakte een schandaal en leidde tot de arrestatie van Radicati en zijn vertaler. Radicati wees de meeste Bijbelse leerstellingen af en moedigde mensen aan om te genieten van het leven. Bovendien bepleitte hij dat als het leven ondraaglijk was geworden, zelfdoding was geoorloofd. De hoogste rechter in Italië noemde het 'het meest goddeloze en immorele boek dat ik ooit heb gelezen'.
Door het boek werd Radicati gedwongen uit Engeland te vertrekken. Hij vluchtte naar Holland, waar hij zich bekeerde tot het calvinisme.
De Dissertation upon Death werd vermeld door George Berkeley in sectie 5 van zijn Theory of Vision Vindicated (1733), waarin het wordt gebruikt als voorbeeld van een vrijdenker die expliciet de radicale opvattingen omarmt die hij ze zelf in zijn dialoog Alciphron (1732) toedichtte, om zo zichzelf te verdedigen tegen de beschuldiging een stropopredenering te zijn begaan.
Andere publicaties: Recueil de pièces curieuses sur les matières les plus intéressantes, A Rotterdam, Chez la Veuve Thomas Johnson et Fils, 1736; Sermon, préché dans la grande assemblée des Quakers, de Londres, A Londres, 1737